# Broadhembury
Broadhembury è un villaggio con status di parrocchia civile della contea inglese del Devon (Inghilterra sud-occidentale), facente parte del distretto dell'East Devon e situato nell'area delle Blackdown Hills.  La parrocchia civile conta una popolazione di circa 700 abitanti.

## Geografia fisica
Il villaggio di Broadhembury si trova a circa 20 km a sud-est di Tiverton.

## Società

### Evoluzione demografica
Al censimento del 2011, la parrocchia civile di Broadhembury contava una popolazione pari a 708 abitanti.

## Monumenti e luoghi d'interesse
Il villaggio presenta molti edifici risalenti al XVI secolo. Gli edifici più antichi risalgono al XII secolo.

### Chiesa parrocchiale
Tra i principali edifici di Broadhembury, figura la chiesa parrocchiale, consacrata nel 1259, ma con una torre risalente al 1480.

### The Grange
Altro edificio d'interesse è The Grange, una residenza di campagna risalente al XVI secolo.